# Hata Motohiro Visionary live 2013 -historia-
『Hata Motohiro Visionary live 2013 -historia-』は、秦基博のライブBlu-ray、DVD。

## 解説
- 映像作家、島田大介とのコラボレーションライブ「Hata Motohiro Visionary live 2013 -historia-」のライブ映像を収録。
- 初回生産限定盤（Blu-rayのみ）は、特典BD付属。初回生産限定盤と初回仕様（DVDのみ）は、スペシャルブックレット付属。

## バンドメンバー
- 秦基博：Vocal, Guitar
- 久保田光太郎：Guitar
- 鹿島達也：Bass
- 河村“カースケ”智康：Drums
- 皆川真人：Keyboards

## 収録曲
1. Hello to you
2. やわらかな午後に遅い朝食を
3. 今日もきっと
4. 青い蝶
5. 初恋
6. アゼリアと放課後
7. Girl
8. メトロ・フィルム
9. Dear Mr. Tomorrow
10. Lily
11. dot
12. 言ノ葉
13. グッバイ・アイザック
14. 花咲きポプラ
15. パレードパレード
16. スプリングハズカム
17. 自画像
18. 綴る
19. 風景
20. アイ -encore-
21. ドキュメンタリー -encore-

## 初回特典収録内容
- 島田大介×秦 基博によるMusic Video解説（音声コメンタリー収録）

1. キミ、メグル、ボク
2. 朝が来る前に
3. アイ（弾き語りVersion）
4. エンドロール
5. Girl

- Bonus Movie

1. 「夕暮れのたもと」 Live映像 （from 『GREEN MIND AT BUDOKAN』）
2. 「Girl」Animation Movie （「Girl」のプロジェクションマッピング原画イラストによるアニメーション・ムービー）